# Minh Hòa (diễn viên)
Minh Hòa (tên khai sinh là Trần Thị Minh Hòa, sinh ngày 26 tháng 3 năm 1964 tại Hà Nội) là một nữ diễn viên điện ảnh Việt Nam. Bà bắt đầu được biết đến rộng rãi và nổi tiếng từ thập niên 1990 với vai Trần Lệ Xuân trong loạt phim 10 tập "Ông cố vấn" của đạo diễn Lê Dân. Bà cũng được khán giả biết đến qua các bộ phim thuộc loạt phim Cảnh sát hình sự. Bà từng là Nguyên Phó Giám đốc Nhà hát Kịch Hà Nội. Bà được Nhà nước phong tặng danh hiệu Nghệ sĩ Nhân dân vào năm 2011.

## Tiểu sử và sự nghiệp
Minh Hòa, tên khai sinh là Trần Thị Minh Hòa, sinh ngày 26 tháng 3 năm 1964 tại Hà Nội trong một đại gia đình làm trong lĩnh vực nghệ thuật. Cha bà là nghệ sĩ kèn clarinette và saxophone Trần Đình Giang, có người chị là vũ sư Ánh Tuyết, mẹ của nam ca sĩ Nguyễn Hưng. Em trai bà là Trần Quốc Đạt đang tiếp nối công việc tại Nhà hát Ca múa Quân đội. Nối nghiệp kèn, còn có anh họ Trần Mạnh Tuấn – con trai nghệ sĩ cải lương Tùng Ngọc – bác ruột của bà. Minh Hòa về Nhà hát Kịch Hà Nội vào thời điểm hoàng kim của sân khấu. Với khuôn mặt đẹp và nét duyên mặn mà của cô gái Hà thành đã khiến Minh Hòa ngay từ khi còn ngồi trên ghế nhà trường đã được mời về các đoàn, tham gia đóng phim. Vai diễn Trần Lệ Xuân trong phim "Ông cố vấn" đã mang lại vinh quang ngoài sức tưởng tượng của Minh Hòa. Sau thành công vai Lệ Xuân, bà liên tục được mời tham gia nhiều vai diễn truyền hình khác, nhưng chủ yếu là những vai phản diện. Minh Hòa hiện chuyển sang công tác quản lý tại Nhà hát Kịch Hà Nội.
Ngày 1 tháng 4 năm 2019, bà nhận quy định nghỉ hưu theo chế độ.

## Đời tư
Minh Hòa là một người phụ nữ rất kín tiếng về đời tư. Bà kết hôn với một giảng viên và có một người con trai đang du học tại Úc.

## Danh sách tác phẩm

### Điện ảnh
| Năm  | Tác phẩm | Vai diễn | Đạo diễn | Chú thích |
| ---- | -------- | -------- | -------- | --------- |
| 1992 | Trò đời  | Ngũ Hồng | Vũ Châu  |           |

### Truyền hình
| Năm  | Tác phẩm                                     | Vai diễn              | Đạo diễn                           | Kênh       | Nguồn                                     |
| ---- | -------------------------------------------- | --------------------- | ---------------------------------- | ---------- | ----------------------------------------- |
| 1992 | Nơi tình yêu đã chết                         | Diễm Ngọc             | Lê Dân                             |            |                                           |
| 1996 | Cha tôi và hai người đàn bà                  | Liên                  | Vũ Châu                            | H1         |                                           |
| 1996 | Ông cố vấn                                   | Trần Lệ Xuân          | Lê Dân                             | VTV1       |                                           |
| 1997 | Giọt nước mắt giữa hai thế kỷ                | Bạch Kim              | Trần Phương - Nguyễn Thế Vĩnh      | H1         |                                           |
| 1998 | Bên kia sông                                 | Thúy                  | Cao Mạnh                           | H1         |                                           |
| 1998 | Gió qua miền tối sáng                        | Khánh                 | Phạm Thanh Phong                   | VTV1       |                                           |
| 1999 | Những mảnh đời ngang trái                    |                       | Vũ Châu                            | H1         |                                           |
| 1999 | Nơi gặp gỡ của hai con tàu                   |                       | Nguyễn Khải Hưng                   | VTV1       |                                           |
| 2000 | Công dân vàng                                |                       | Đặng Tất Bình                      | VTV1       |                                           |
| 2001 | Tivi về làng                                 |                       | Đặng Tất Bình                      | VTV1       |                                           |
| 2001 | Phía trước là bầu trời                       |                       | Đỗ Thanh Hải                       | VTV3       |                                           |
| 2003 | Ranh giới                                    | Mẹ Nam                | Vũ Hồng Sơn                        | VTV3       |                                           |
| 2006 | Chuyện ở tỉnh lẻ                             | Mai                   | Đỗ Chí Hướng - Hoàng Lâm           | VTV1       |                                           |
| 2006 | Cảnh sát hình sự: Chuyên án chưa kết thúc    | Vân                   | Bùi Huy Thuần                      | VTV1       | [ 6 ] [ 7 ] [ 8 ]                         |
| 2006 | Gió đại ngàn                                 | Yến Chi               | Đỗ Chí Hướng                       | VTV3       |                                           |
| 2007 | Nhật ký Vàng Anh                             | Mẹ Vàng Anh           | Nguyễn Khải Anh                    | VTV3       | [ 9 ] [ 10 ] [ 11 ] [ 12 ] [ 13 ]         |
| 2008 | Con đường hạnh phúc                          | Bà Hằng               | Bùi Huy Thuần                      | Let's Viet |                                           |
| 2008 | Mùa báo bão                                  | Dung                  | Nguyễn Hữu Đức                     | VTV3       |                                           |
| 2008 | Nếp nhà                                      | An                    | Triệu Tuấn                         | VTV3       |                                           |
| 2008 | Nhà có nhiều cửa sổ                          | Hiền                  | Vũ Hồng Sơn - Phi Tiến Sơn         | VTV1       |                                           |
| 2008 | Cảnh sát hình sự: Cổ vật                     | Kim Điệp              | Bùi Huy Thuần                      | VTV1       | [ 14 ] [ 15 ] [ 16 ]                      |
| 2009 | Bước nhảy xì tin                             | Bà Thùy               | Vũ Trường Khoa                     | VTV3       |                                           |
| 2010 | Món nợ miền đông                             |                       | Trần Vịnh                          | VTV1       |                                           |
| 2010 | Cảnh sát hình sự: Cuồng phong                | Bạch Yến              | Bùi Huy Thuần                      | VTV1       | [ 17 ] [ 18 ] [ 19 ] [ 20 ] [ 21 ]        |
| 2010 | Đi qua ngày biển động                        | Bà Trình              | Bùi Tuấn Dũng                      | HTV9       |                                           |
| 2011 | Nếu chỉ là giấc mơ                           |                       | Nguyễn Tiến Dũng - Trần Quang Vinh | VTV3       |                                           |
| 2011 | Cảnh sát hình sự: Ngôi biệt thự màu tro lạnh | Kim Thư               | Bùi Huy Thuần - Bùi Quốc Việt      | VTV1       | [ 22 ] [ 23 ] [ 24 ] [ 25 ] [ 26 ]        |
| 2011 | Chủ tịch tỉnh                                | Hằng                  | Bùi Huy Thuần - Bùi Quốc Việt      | VTV1       | [ 27 ] [ 28 ] [ 29 ] [ 30 ] [ 31 ]        |
| 2012 | Cửa sổ thủy tinh                             | Bà Phương             | Phạm Tuấn Quang                    | VTV6/VTV3  |                                           |
| 2013 | Cô hàng xóm rắc rối                          | Bà Minh Phương        | Bùi Tiến Huy - Phạm Gia Phương     | VTV6       |                                           |
| 2013 | Tình như chiếc bóng                          |                       | Nguyễn Tiến Thành                  | TodayTV    |                                           |
| 2013 | Gái già xì tin                               | Bà Diễm               | Trần Quang Vinh                    | VTV6       |                                           |
| 2013 | Chỉ có thể là yêu                            | Mẹ Long               | Vũ Minh Trí                        | VTV3       | [ 32 ] [ 33 ] [ 34 ] [ 35 ] [ 36 ]        |
| 2014 | Trái tim có nắng                             | Bà Hà                 | Nguyễn Đức Hiếu - Bùi Tiến Huy     | VTV3       | [ 37 ] [ 38 ] [ 39 ] [ 40 ]               |
| 2014 | Hoa phượng trắng                             |                       | Lưu Ngọc Hà                        | VTV6       |                                           |
| 2014 | Tuổi thanh xuân                              | Mẹ Linh               | Nguyễn Khải Anh - Bùi Tiến Huy     | VTV3       | [ 41 ] [ 42 ] [ 43 ] [ 44 ] [ 45 ] [ 46 ] |
| 2017 | Những người nhiều chuyện                     | Bà Sang               | Lê Mạnh - Trần Quốc Trọng          | VTV1       | [ 47 ] [ 48 ] [ 49 ] [ 50 ]               |
| 2020 | Tình yêu và tham vọng                        | Bà Khuê               | Bùi Tiến Huy                       | VTV3       |                                           |
| 2021 | Thương ngày nắng về                          | Bà Kim Nhung (Bà Yến) | Bùi Tiến Huy - Vũ Trường Khoa      | VTV3       | [ 51 ] [ 52 ] [ 53 ] [ 54 ]               |
| 2022 | Hành trình công lý                           | Bà Trang              | Nguyễn Mai Hiền                    | VTV3       |                                           |
| 2023 | Món quà của cha                              | Bà Thủy               | Vũ Minh Trí                        | VTV3       |                                           |
| 2024 | Sống để yêu thương                           | Bà Hồng Trang         | Trần Ka My                         | THVL1      |                                           |
| 2025 | Tận hiến                                     |                       |                                    |            |                                           |
| ĐSX  | Mặt nạ                                       |                       | Trần Ka My                         |            |                                           |

### Kịch tiêu biểu
| Năm  | Vở kịch                | Nguồn                             |
| ---- | ---------------------- | --------------------------------- |
| 1990 | Nghĩ về mình           |                                   |
| 2001 | Vòng đời               | [ 55 ]                            |
| 2005 | Điện thoại di động     | [ 56 ] [ 57 ] [ 58 ]              |
| 2011 | Tháp đoạn hồn          | [ 59 ]                            |
| 2012 | Đảo thần Vệ Nữ         | [ b ] [ 60 ] [ 61 ] [ 62 ] [ 63 ] |
| 2014 | Những người con Hà Nội | [ 64 ] [ 65 ] [ 66 ] [ 67 ]       |

## Giải thưởng
| Năm  | Lễ trao giải                                                      | Tác phẩm               | Kết quả         | Nguồn |
| ---- | ----------------------------------------------------------------- | ---------------------- | --------------- | ----- |
| 1990 | Liên hoan Sân khấu chuyên nghiệp toàn quốc                        | Nghĩ về mình           | Huy chương vàng |       |
| 1991 | Liên hoan Sân khấu nhỏ Toàn quốc                                  | Vợ chồng rởm           | Huy chương vàng |       |
| 1996 | Liên hoan Sân khấu nhỏ Toàn quốc lần II và Giải Ngôi sao Sân khấu | Vàng                   | Huy chương vàng |       |
| 2001 | Liên hoan Sân khấu hình tượng người chiến sĩ công an              | Vòng đời               | Huy chương vàng |       |
| 2009 | Liên hoan Sân khấu chuyên nghiệp toàn quốc                        | Điện thoại di động     | Huy chương vàng |       |
| 2014 | Liên hoan Sân khấu Thủ đô lần thứ nhất                            | Những người con Hà Nội | Huy chương bạc  |       |

## Liên kết
- Minh Hòa trên Facebook
- Tiểu sử Minh Hòa Lưu trữ ngày 7 tháng 4 năm 2019 tại Wayback Machine tại Nhà hát kịch Hà Nội